# 源長猷
源 長猷（みなもと の ながかず、生年不詳 - 延喜18年9月29日（918年11月5日））は、平安時代前期から中期にかけての貴族。清和天皇の皇子。官位は従三位・刑部卿。

## 経歴
清和朝の貞観15年（873年）同じ清和天皇の皇子女である長淵・長鑒・載子とともに源朝臣姓を与えられて臣籍降下し、左京一条一坊に貫附される。
陽成朝の元慶3年（879年）一世源氏としての蔭位により无位から従四位上に直叙される。光孝朝の仁和2年（886年）繁子内親王が斎王として伊勢神宮へ群行する際、中納言・在原行平らとともに送斎内親王使を務めた。
のち、醍醐朝で刑部卿を務めたほか伊勢守・近江守などの地方官も兼ね、この間の延喜6年（906年）には従三位に叙せられ清和源氏として初めて公卿に列している。延喜18年（918年）9月29日薨去。最終官位は刑部卿従三位。

## 官歴
注記のないものは『日本三代実録』による。
- 貞観15年（873年） 4月21日：臣籍降下（源朝臣）、貫隷左京一条一坊
- 元慶3年（879年） 11月25日：従四位上（直叙）
- 仁和2年（886年） 8月14日：送斎内親王使
- 時期不詳：刑部卿
- 延喜6年（906年） 正月7日：従三位[1]
- 延喜7年（907年） 2月19日：伊勢守[1]
- 延喜8年（908年） 日付不詳：近江守[1]
- 延喜17年（917年） 8月5日：見伊勢権守[2]
- 延喜18年（918年） 9月29日：薨去（刑部卿従三位）[3]

## 系譜
『尊卑分脈』による。
- 父：清和天皇
- 母：賀茂岑雄の娘
- 生母不詳の子女
  - 男子：源嘉樹
  - 男子：源嘉生
  - 男子：源嘉実